# Alberta Santuccio
Alberta Santuccio, née le 22 octobre 1994 à Catane (Sicile), est une escrimeuse italienne, médaillée de bronze en épée féminine par équipes aux Jeux olympiques d'été de 2020. Le 30 juillet 2024, elle remporte la médaille d'or en Épée féminine par équipes aux Jeux olympiques d'été de 2024 à Paris en emportant la touche décisive face à l'équipe de france.

## Carrière
Elle fait partie du groupe de sportifs « Fiamme Oro » de la police italienne.
Lors des Jeux olympiques de la jeunesse de 2010, elle remporte l'or dans le tournoi par équipes mixtes puis la médaille d'argent en épée individuelle filles ; elle est la porte-drapeau de la délégation italienne lors de la cérémonie d'ouverture de ces Jeux.
Aux Jeux européens de 2015, elle est médaillée de bronze en épée par équipes.
Aux Jeux olympiques d'été de 2020, elle remporte la médaille de bronze en épée féminine par équipes avec ses coéquipières Rossella Fiamingo, Federica Isola et Mara Navarria.

## Palmarès

### Junior
- Jeux olympiques de la jeunesse
  -  Médaille d'or par équipes aux Jeux olympiques de la jeunesse d'été de 2010 à Singapour
  -  Médaille d'argent en individuel aux Jeux olympiques de la jeunesse d'été de 2010 à Singapour

### Sénior
- Jeux olympiques
  -  Médaille d'or par équipes aux Jeux olympiques d'été de 2024 à Paris
  -  Médaille de bronze par équipes aux Jeux olympiques d'été de 2020 à Tokyo

- Championnats du monde
  -  Médaille d'argent par équipes aux championnats du monde de 2022 au Caire
  -  Médaille d'argent en individuel aux championnats du monde de 2023 à Milan[8]
  -  Médaille d'argent par équipes aux championnats du monde de 2023 à Milan

- Championnats d'Europe
  -  Médaille d'or par équipes aux championnats d'Europe de 2024 à Bâle
  -  Médaille de bronze en individuel aux championnats d'Europe de 2024 à Bâle
  -  Médaille de bronze par équipes aux Jeux européens de 2023 à Cracovie (qui font aussi office de Championnats d'Europe par équipes)
  -  Médaille de bronze en individuel aux championnats d'Europe de 2025 à Gênes
  -  Médaille de bronze par équipes aux championnats d'Europe de 2025 à Gênes

- Épreuves de coupe du monde
  -  Médaille d'or au Grand Prix WESTEND à Budapest sur la saison 2021-2022[9]
  -  Médaille d'argent par équipes à la Coupe du monde de Barcelone sur la saison 2017-2018
  -  Médaille de bronze au Ciudad de Barcelona sur la saison 2013-2014
  -  Médaille de bronze au Grand Prix de Bogota sur la saison 2016-2017
  -  Médaille de bronze par équipes à la Coupe du monde de Dubaï sur la saison 2017-2018
  -  Médaille de bronze en individuel au glaive de Tallinn sur la saison 2018-2019
  -  Médaille de bronze par équipes au Glaive de Tallinn sur la saison 2021-2022

- Jeux européens
  -  Médaille de bronze par équipes aux Jeux européens de 2015 à Bakou

## Classement en fin de saison
| Année | 2014 | 2015 | 2016 | 2017 | 2018 | 2019 | 2020 | 2021 | 2022 | 2023 |
| ----- | ---- | ---- | ---- | ---- | ---- | ---- | ---- | ---- | ---- | ---- |
| Rang  | 69   | 70   | 58   | 22   | 41   | 24   | 31   | 44   | 8    | 7    |